# Phacelophrynium cylindricum
Phacelophrynium cylindricum là một loài thực vật có hoa trong họ Marantaceae. Loài này được Merr. miêu tả khoa học đầu tiên năm 1918.